# Municipio de Keg Creek
El municipio de Keg Creek (en inglés: Keg Creek Township) es un municipio ubicado en el condado de Pottawattamie en el estado estadounidense de Iowa. En el año 2010 tenía una población de 791 habitantes y una densidad poblacional de 8,64 personas por km².

## Geografía
El municipio de Keg Creek se encuentra ubicado en las coordenadas 41°11′47″N 95°39′4″O / 41.19639, -95.65111. Según la Oficina del Censo de los Estados Unidos, el municipio tiene una superficie total de 91.58 km², de la cual 91,43 km² corresponden a tierra firme y (0,16 %) 0,15 km² es agua.

## Demografía
Según el censo de 2010, había 791 personas residiendo en el municipio de Keg Creek. La densidad de población era de 8,64 hab./km². De los 791 habitantes, el municipio de Keg Creek estaba compuesto por el 98,99 % blancos, el 0,13 % eran afroamericanos, el 0,13 % eran amerindios, el 0,25 % eran asiáticos y el 0,51 % eran de una mezcla de razas. Del total de la población el 0,38 % eran hispanos o latinos de cualquier raza.